# Gemylus albosticticus
Gemylus albosticticus là một loài bọ cánh cứng trong họ Cerambycidae.